# Eugênio Aragão
Eugênio José Guilherme de Aragão (Río de Janeiro, 7 de mayo de 1959) es un jurista brasileño. Miembro del Ministerio Público Federal desde 1987, fue nombrado ministro de Justicia en 2016.

## Biografía
Eugênio Aragão se graduó en Derecho por la Universidad de Brasilia (UnB) en 1982. Hizo un máster en Derecho internacional y Derechos Humanos por la Universidad de Essex (Reino Unido) en 1994. Desde 2007 es doctor en Derecho por la Ruhr-Universität Bochum, Alemania, con mención cum laude. Es profesor adjunto de la Facultad de Derecho de la Universidad de Brasilia desde 1997.

## Trayectoria
Ingresó en el Ministerio Público Federal como procurador de la República en 1987. Actuó en el Supremo Tribunal Federal en materia criminal, asistiendo al procurador general de la República, entre 1987 y 1989. Entre 1991 y 1993, fue director de la Asociación Nacional de los Procuradores de la República. En la extinta Secretaría de Coordinación de la Defensa de los Intereses Difusos y Derechos Colectivos de la Procuraduría General de la República, Aragão actuó en la defensa de los derechos de los pueblos indígenas entre 1989 y 1991 y fue coordinador de la defensa del patrimonio público entre 1991 y 1993.
En 1995, fue promovido a procurador regional de la República, actuando principalmente en materia criminal y en causas de expropriación para la reforma agraria, y en 2004 recibió la promoción de subprocurador general de la República.
Fue viceprocurador general electoral de 2013 a 2015. Además, figuró en la terna para el cargo de ministro del Supremo Tribunal Federal de Brasil.

### Ministerio de Justicia
En marzo de 2016, Eugênio Aragão fue nombrado por la presidenta Dilma Rousseff para el cargo de ministro de Justicia, en sustitución del procurador Wellington César Lima e Silva, que decidió dejar el gobierno después de la decisión del STF por la que sería inconstitucional que un miembro del Ministerio Público asumiera el cargo político sin desconectarse del parquet. Ese impedimento, sin embargo, no se aplicaría a Aragão por haber ingresado en el Ministerio Público antes de la vigencia de la Constitución brasileña de 1988.
El 12 de abril de 2016, una decisión proferida por la jueza Luciana Raquel Tolentino de Moura, de la 7ª Vara Federal, suspendió el nombramiento del ministro. La decisión atendía la petición de la acción popular argumentando que él no podría ser ministro por integrar el Ministerio Público. El 13 de abril, la Abogacía General de la Unión (AGU) recurrió y derrumbó la decisión de la jueza de suspender el nombramiento.
El 12 de mayo de 2016, el Senado destituyó a la presidenta Dilma Rousseff del cargo, siendo exonerados casi todos los ministros, entre ellos, Eugênio Aragão.